# Опольське князівство
Опольське князівство (пол. Księstwo Opolskie; чеськ. Opolské knížectví) або Опольське герцогство (лат. Ducatus Opoliensis; нім. Herzogtum Oppeln) — одне з сілезьких удільних князівств зі столицею в місті Ополе. Існувало у 1172—1202 і 1281—1532 роках. Займало терени на південному заході сучасної Польщі. Спочатку входило до складу Польського королівства. Керувалося польськими князями з династії Сілезьких П'ястів. 1172 року виокремилося зі складу Сілезького (Вроцлавського) князівства. Протягом 1202—1281 років об'єдналося з Ратиборським князівством. 1327 року стало васалом Богемського королівства, належало до земель Богемської корони у складі Священної Римської імперії. 1521 року приєднало до себе володіння Ратиборського князівства. Після вигасання місцевої династії П'ястів у 1532 році перейшло до правителів Богемії.

## Назва
- Опольське князівство (чеськ. Opolské knížectví, пол. Księstwo Opolskie)
- Опольське герцогство (нім. Herzogtum Oppeln, лат. Ducatus Opoliensis) — у німецькій історіографії.

## Історія
Після поділу Польського королівства на удільні князівства відповідно до Заповіту Болеслава III 1138 року землі Опольського князівства відійшли його старшому сину Великому князю Польському Владиславу II. Проте вдова Болеслава III (мачуха Владислава II) зі своїми синами виступила проти Великого князя.
До весни 1146 року Владислав II зміг втримати владу й навіть захопив Мазовію, вигнавши свого молодшого брата Болеслава Кучерявого, проте несподівано почався заколот в його власних землях. Владислав з родиною був змушений втікати у Священну Римську імперію, де його прихистив король Німеччини Конрад III, а молодші брати захопили всю Польщу й перерозподілили удільні князівства між собою. 1159 року Владислав II помер
1163 року сини Владислава II Болеслав I Довготелесий і його молодший брат Мешко I Пласоногий за підтримки Імператора Фрідріха I Барбаросси повернули собі Сілезійські князівства. Після цього вони розділили територію князівств між своїми синами. Спочатку Болеслав мав намір повністю передати Вроцлавське князівство своєму сину від другого шлюбу Генріку I Бородатому, але це обурило його старшого сина Ярослава. Матір'ю князя Ярослава була українська княжна, донька Великого князя Київського Звенислава Всеволодівна.
Ярослав не змирився з тим, що його позбавляють спадку, й почав боротьбу за підтримки свого дядька Мешка Пласоногого. У 1172—1173 роках Болеслав Довготелесий в результаті повстання шляхти був вигнаний з країни. Після втручання імператора Фрідріха Барбаросси Болеслав повернувся, проте він був змушений виділити Ратиборське князівство для Мешка, а Опольське князівство для Ярослава.
З 1173 по 1201 рік Опольське князівство існувало як самостійне, автономне князівство. Ознакою примирення Ярослава з батьком служать викарбувані в той час монети, на яких можна побачити поруч імена їх обох. Ярослав помер 1201 року, коли ще був живий його батько. У нього не було спадкоємців, тому Опольське князівство повернулися під владу Болеслава I й на короткий час включено до складу Вроцлавського князівства. Однак Болеслав сам незабаром помер.
1202 року Опольське князівство дісталося його брату Мешку I, який об'єднав Ополе зі своїм князівством, створивши єдине Верхньосілезьке Опольського-Ратиборське князівство.
З 1277 року князь Болеслав I Опольский був співправителем свого батька Владислава Опольського в Опольському-Ратиборському князівстві. В 1281/1282 роках після смерті свого батька, Болеслав разом зі старшим братом Казимиром Битомським тримав у спільному володінні Опольсько-Битомськое князівство.
У 1284 після розділу князівства між братами Болеслав став самодержавним князем окремого Опольського князівства, отримавши у володіння Ополе, Немодлін і Стрельце. 1313 року після смерті Болеслава І Опольським князівством став керувати його син Болеслав II.
1327 року Опольське князівство стало васалом короля Богемії Яна Сліпого.
1356 року після смерті Болеслава II наслідним Опольського князівства стає Владислав Опольчик, проте права на нього пред'являли пред'явили також його брати — Болеслав III та Генріх. Однак Владиславу вдалось відмовити братів від розділу і без того невеликої території, яким було Опольське князівство, і вони стали його співволодарями.
Князівство притерпить безліч територіальних змін, в основному стаючи все меншим аж до середини XV століття. При князі Миколі I Опольському воно знову почне розширюватися, що зрештою призведе до відтворення Опольського-Ратиборського князівства за князя Яна II Доброго в 1521 році. 1532 року Ян II помер не залишивши спадкоємця й Опольська лінія Сілезьких П'ястів перервалася, після чого Ополе і Ратибор остаточно потрапили під правління Богемської корони. Опольським князівством почав правити Маркграф Бранденбург-Ансбахський Георг Гогенцоллерн, який підписав договір успадкування з Яном II в 1522 році.
З 1645 по 1666 рік Опольське князівство знаходилося під владою князів з польської гілки династії Ваза. Після чого знову перейшло під контроль Богемського королівства та Австрії з династії Габсбурґів.
В результаті Війни за австрійську спадщину,  1742 року Ополе було анексовано та включено до складу Пруссії.

## Князі
- 1173—1201: Ярослав Опольський
- 1284—1313: Болеслав I Опольський
- 1313—1356: Болеслав II Опольський
- 1356—1401: Володислав Опольський
- 1356—1370: Болеслав III Опольський
- 1356—1365: Генрих Опольський
- 1396—1421: Ян Кропидло
- 1396—1400: Бернард Немодлинський
- 1396—1437: Болеслав III Опольський
- 1437—1439: Ян I Опольський
- 1437—1476: Миколай I Опольський
- 1476: Людовик Опольський
- 1476: Миколай II Немодлинський
- 1476—1532: Ян II Добрий.